# Jachthoorn

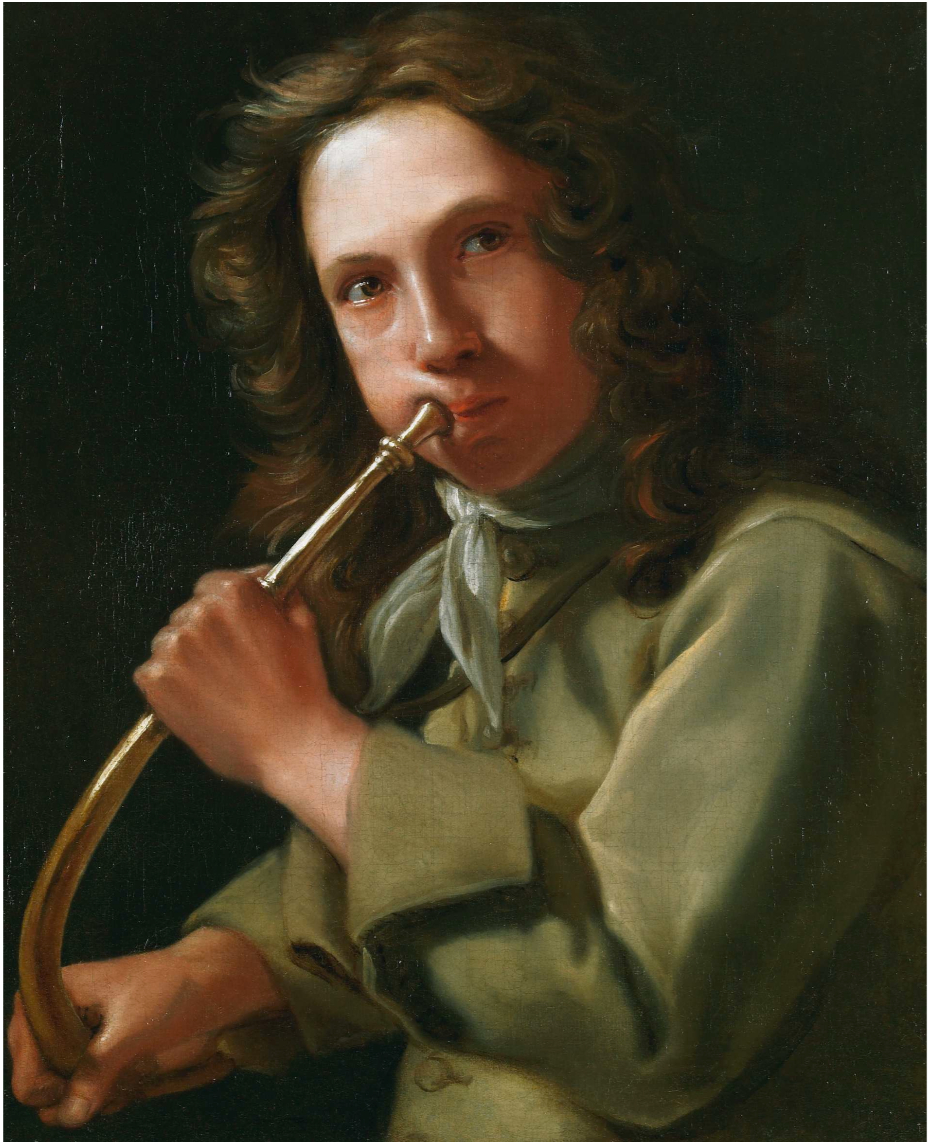
Dit 17e-eeuwse schilderij van Michiel Sweerts toont de blaastechniek voor de jachthoorn

Een jachthoorn is een natuurhoorn, die qua uiterlijk lijkt op de reguliere hoorn. Hij heeft echter geen ventielen, waardoor alleen een natuurtonenreeks ten gehore kan worden gebracht. De totale lengte van de buis is ongeveer vier meter.

## Galerij

Jachthoorns
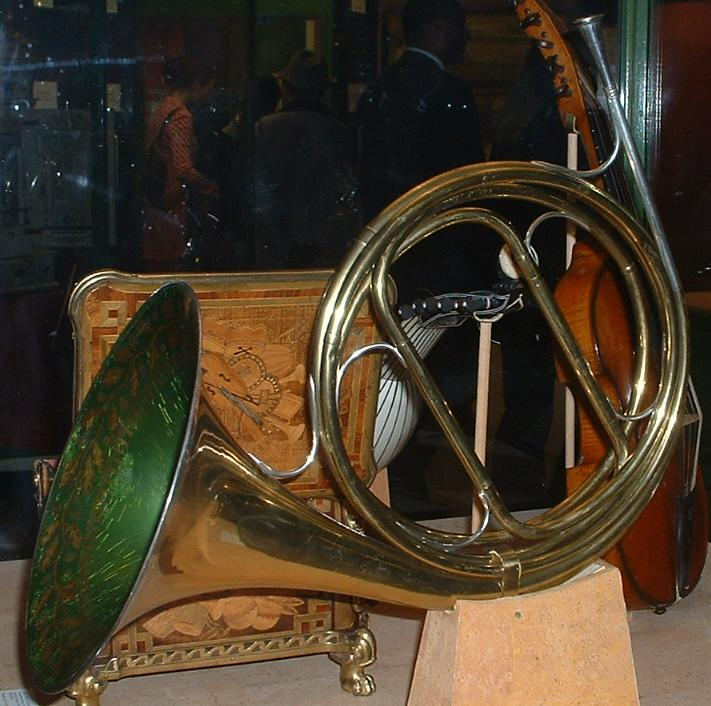
Engelse jachthoorn
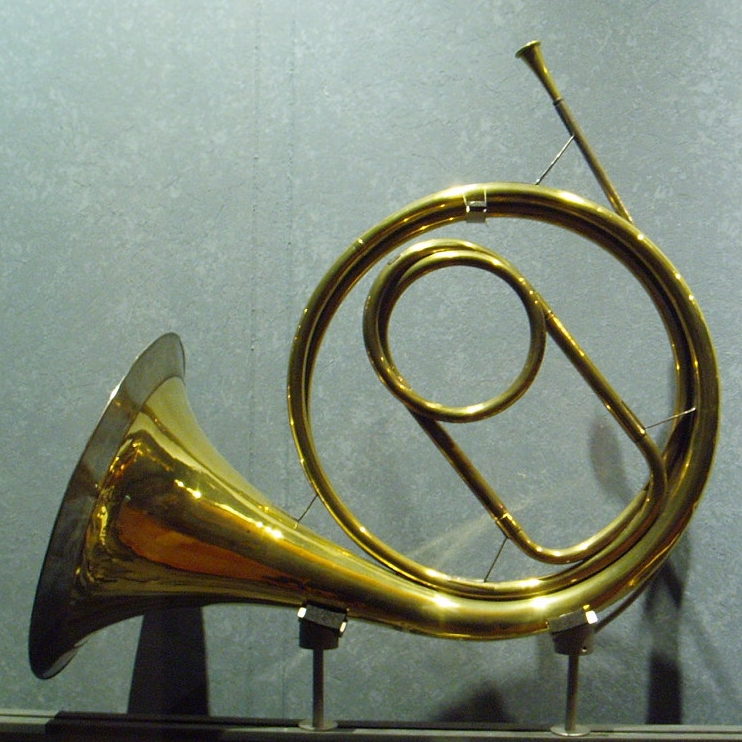
Franse jachthoorn
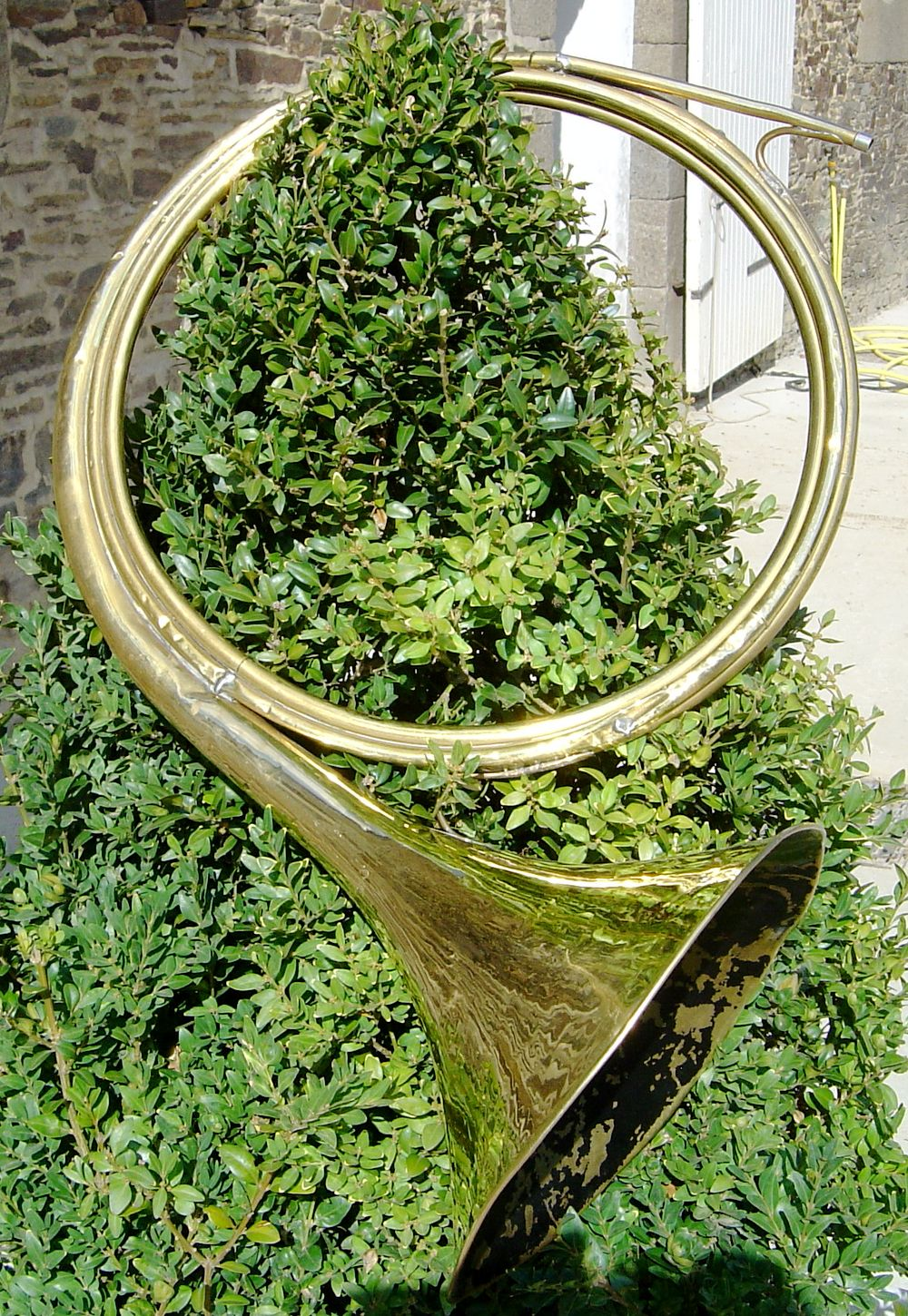
Trompe de chasse